# Franz Georg von Schönborn

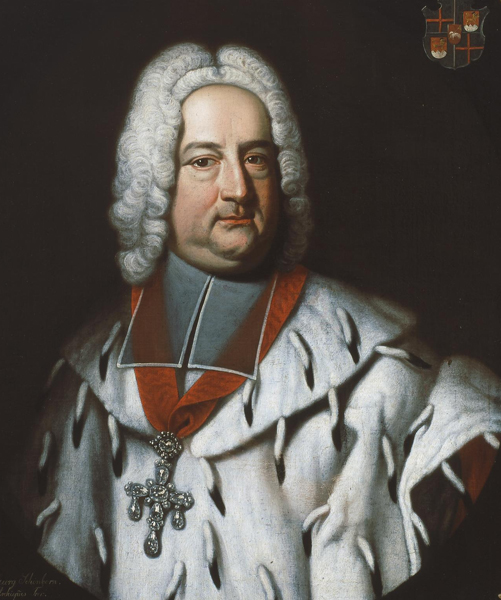
Franz Georg von Schönborn (um 1740)

Franz Georg Reichsfreiherr, seit 1701 Reichsgraf von Schönborn (* 15. Juni 1682 in Mainz; † 18. Januar 1756 in Schloss Philippsburg, Ehrenbreitstein), Mitglied der Adelsfamilie von Schönborn, war ab 1729 Kurfürst von Trier und Fürstabt von Prüm, ab 1732 auch Fürstbischof von Worms und Fürstpropst von Ellwangen.

## Familie

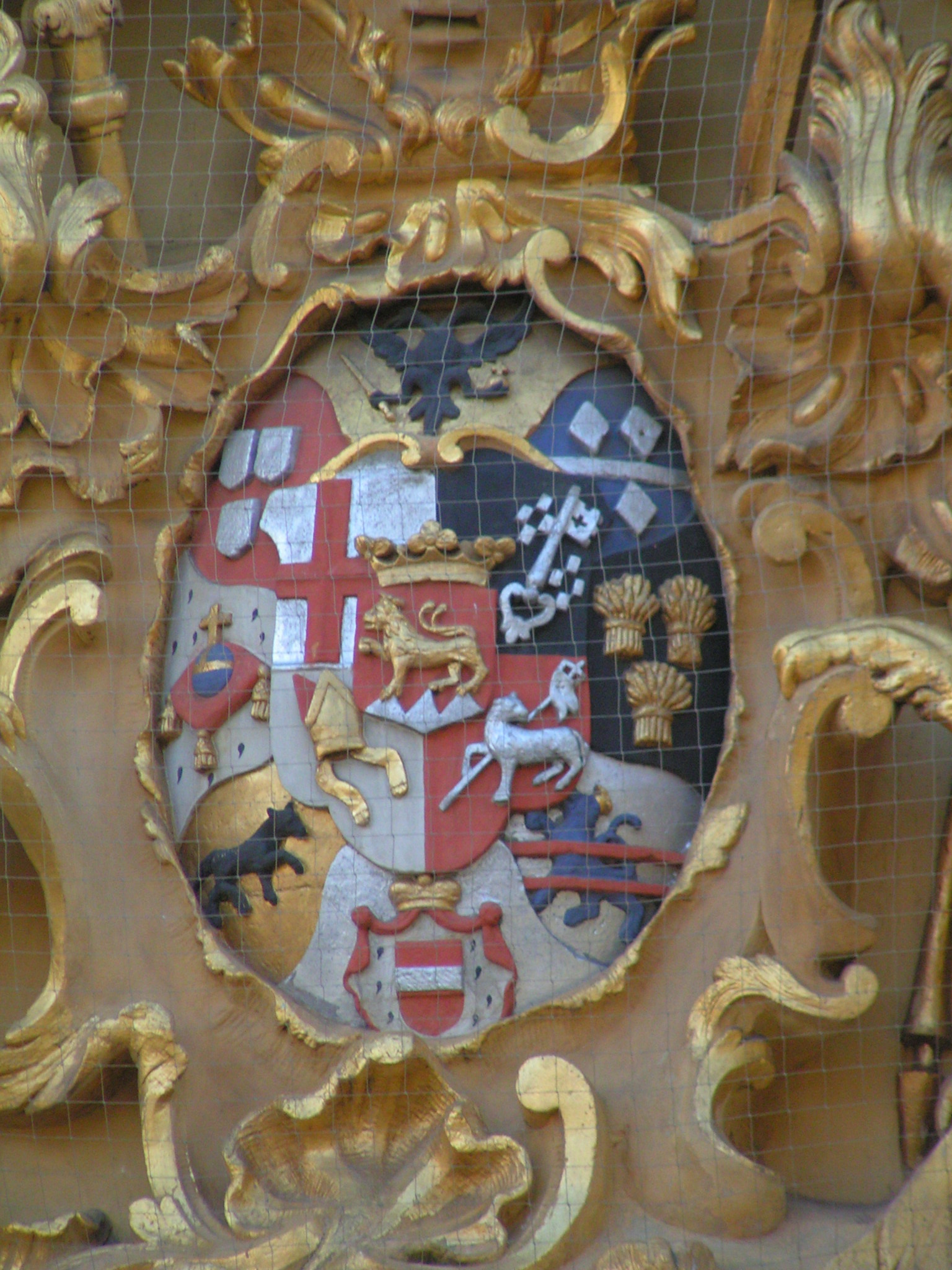
Kurfürstliches Wappen Franz Georgs in St. Paulin (Trier)

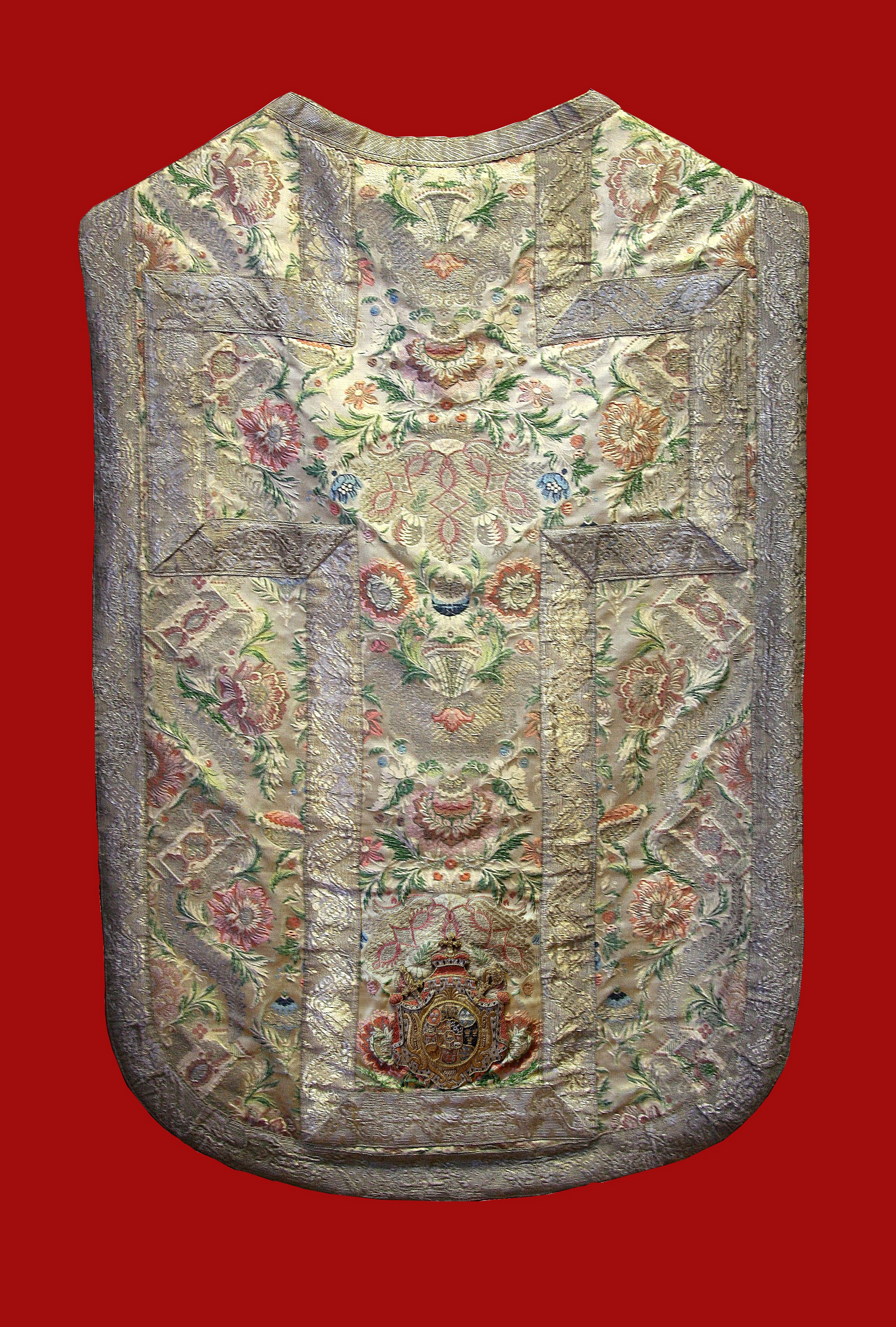
Messgewand des Kurfürsten

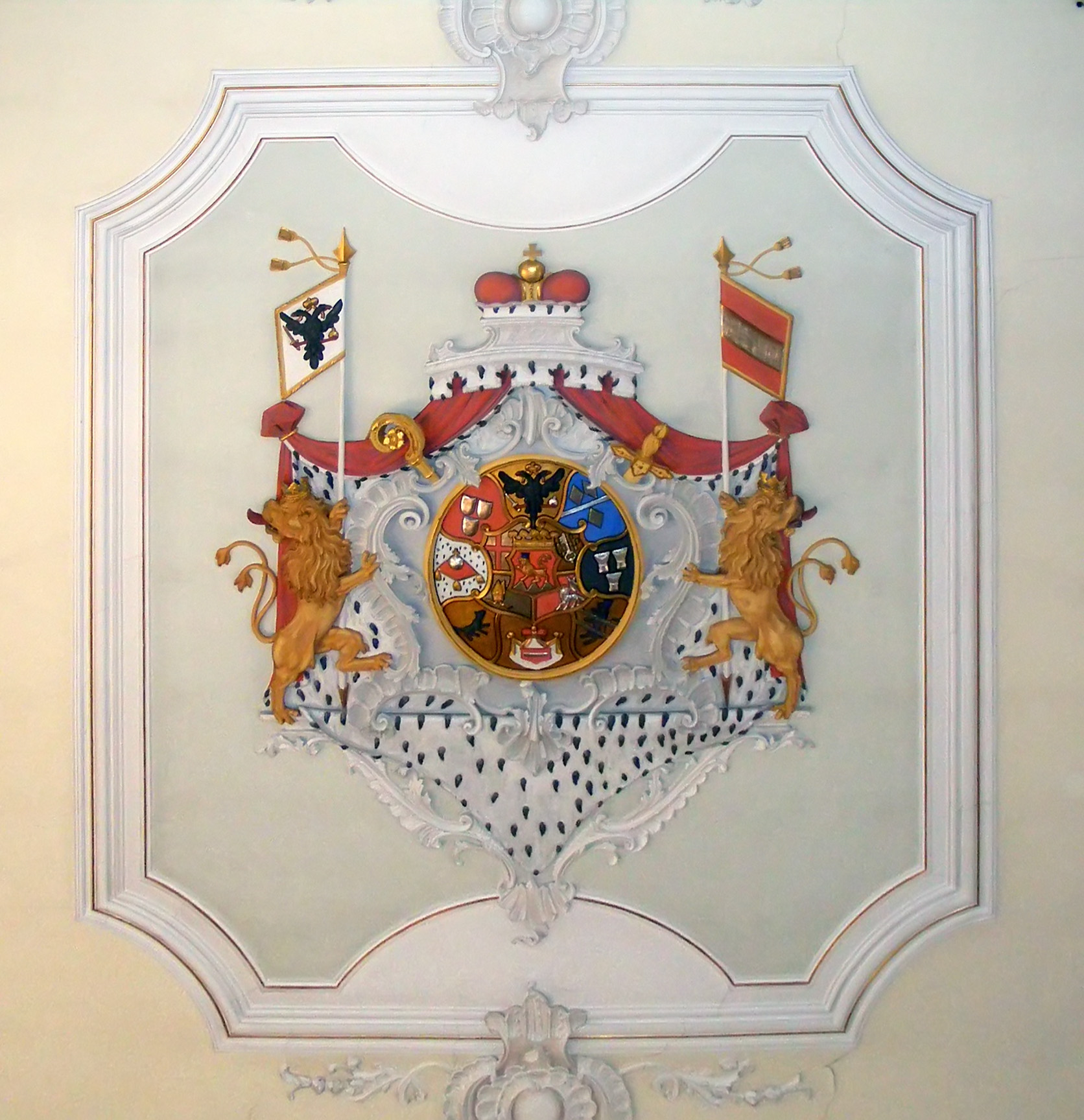
Wappen Franz Georgs an der Decke der Dirmsteiner Laurentiuskirche

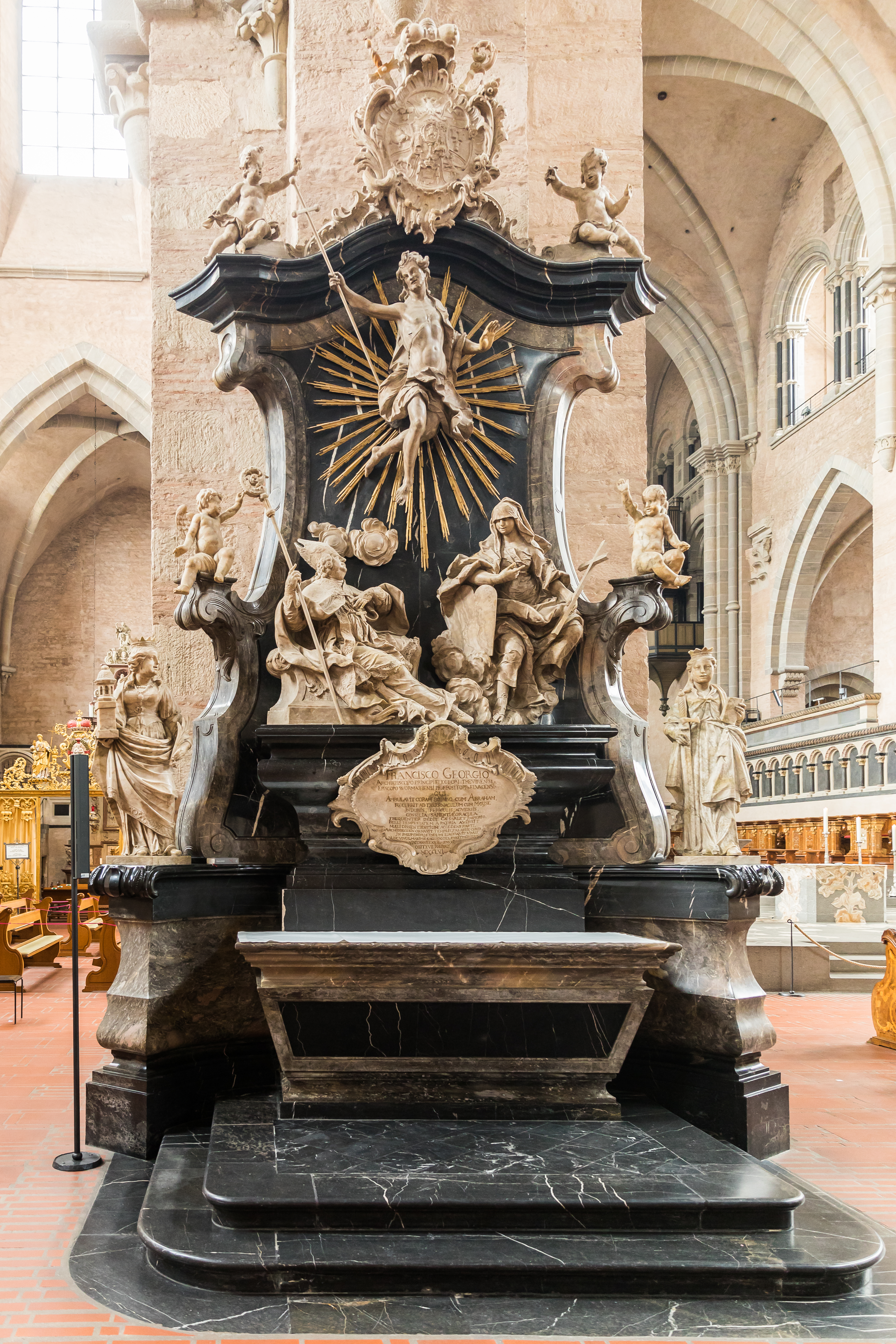
Grabaltar Franz Georgs im Trierer Dom

Franz Georg stammte aus dem Hause Schönborn. Er war das neunte Kind des kurmainzischen Staatsministers Melchior Friedrich von Schönborn (1644–1717) und der Neffe des Kurfürsten Lothar Franz von Schönborn (1655–1729). Seine älteren Brüder waren die (Fürst-)Bischöfe Johann Philipp Franz von Schönborn, Friedrich Karl von Schönborn-Buchheim und Hugo Damian von Schönborn sowie der Politiker Rudolf Franz Erwein von Schönborn. Außerdem hatte er drei jüngere Brüder und sieben Schwestern.
Franz Georg starb 1756 in seinem Schloss Philippsburg nach längerer Krankheit. Sein Herz und seine Eingeweide wurden in der Heilig-Kreuz-Kirche zu Ehrenbreitstein, sein Leichnam im Dom zu Trier beigesetzt.
Von seinen Brüdern überlebte ihn nur Marquard Wilhelm (1683–1770), Dompropst von Eichstätt und Bamberg.

## Leben

### Ausbildung
Seine Jugendzeit verbrachte Franz Georg in Aschaffenburg, wo er gemeinsam mit seinem jüngeren Bruder Marquard Wilhelm das Jesuitenkolleg besuchte und am 19. Dezember 1695 durch den Empfang der Tonsur in den geistlichen Stand aufgenommen wurde. Gemeinsam mit dem Bruder wurde er im Jahr 1700 Domizellar am Domstift St. Peter in Trier, zu Beginn des Folgejahrs Domherr. Am 4. Mai 1701 wurde Franz Georg von Papst Clemens XI. zum Stiftspropst von St. Moritz in Augsburg berufen, wo er sich ab September aufhielt. Ab 1702 studierte er, abermals gemeinsam mit Marquard Wilhelm, in Salzburg Kirchenrecht, Philosophie und Theologie. Nach Ausbruch des Spanischen Erbfolgekrieges verließen die Brüder das unsichere Salzburg und begaben sich nach Italien. Auf Geheiß des Vaters setzten sie ihre Studien in Siena fort, wo hauptsächlich Zivilrecht sowie Geographie und Geschichte gelehrt wurde. Nachdem die Brüder im Sommer 1704 kurz in der Heimat waren, wurden sie vom Vater an die Universität Leiden geschickt, um bis 1706 ihre juristischen Studien fortzusetzen. Bereits während ihrer Studienzeit waren die Brüder weit gereist und vom Papst sowie an verschiedenen Fürstenhöfen empfangen worden. Nach dem Ende des Studiums in Leiden trennten sich ihre Wege. Marquard Wilhelm fand seinen Wirkungskreis bei Bamberg.

### Politik
Sein Onkel, Erzkanzler Lothar Franz von Schönborn, ernannte Franz Georg zum kurmainzischen Gesandten beim Heiligen Stuhl. Anschließend erhielt Franz Georg den Auftrag, Karl VI. in Barcelona die Nachricht von dessen Kaiserwahl zu überbringen, wofür er mit dem Ritterorden des hl. Jakobus von Compostela ausgezeichnet wurde. Bei der Kaiserkrönung 1711 in Frankfurt am Main, vollzogen durch seinen Onkel als Erzkanzler, vertrat Franz Georg den abwesenden Reichserbkämmerer und rückte dadurch zum kaiserlichen Kammerherrn auf. Im Folgejahr 1712 wurde er Reichshofrat, 1713 war er Gesandter des Fränkischen Kreises beim Friedenskongress in Utrecht, 1717 wurde er kaiserlicher Geheimrat. Im Jahre 1715 kam er  durch päpstliche Provision in den Besitz einer Münsterschen Präbende, die durch den Tod des Domherrn Franz Anton von Lothringen frei geworden war.
Als sein Mainzer Onkel 1729 starb und der bisherige Trierer Erzbischof in Mainz die Nachfolge antrat, war Franz Georg der aussichtsreichste Kandidat für die Kur-Nachfolge in Trier. Er wurde einstimmig gewählt und von seinem Bruder Friedrich Carl zum Priester und Bischof geweiht. Dank päpstlicher Protektion wurde er drei Jahre später auch Fürstbischof von Worms und Fürstpropst von Ellwangen.
Obwohl selbst fromm, stand Franz Georg der Aufklärung aufgeschlossen gegenüber und strebte eine Hebung der Volksbildung an. Auch verbot er einige Volksbräuche, Wallfahrten, Feiertage und den Exorzismus.
Politisch hielt Franz Georg eng zu Habsburg und sah daher in der ersten Hälfte seiner Regierungszeit seine Kurlande ständig in die Konflikte der Großmächte verwickelt. Gegen Ende seines Lebens musste er den Niedergang des Einflusses seiner Familie im Reich erkennen.

### Bautätigkeit
In der zweiten Hälfte seiner Amtszeit zog sich Franz Georg aus der Reichspolitik zurück und konzentrierte sich auf Verwaltung und Bauprojekte – u. a. die Gesamtanlage der barocken Residenz zu Ellwangen (1737–1753). 1734 legte er den Grundstein zum Neubau der Kirche St. Paulin in Trier, den er aus eigenen Mitteln finanzierte. Die einschiffige Barockkirche wird Christian Kretzschmar zugeschrieben, die reiche Innenausstattung entwarf Balthasar Neumann, der Haus- und Hofarchitekt der Schönborn-Familie und insbesondere seines Bruders Friedrich Karl. Ab 1739 erweiterte Franz Georg seine Residenz bei Koblenz, das Schloss Philippsburg in Ehrenbreitstein, um den Dikasterialbau, ebenfalls nach Neumanns Entwurf und unter Mitwirkung von Johannes Seiz. Ab 1740 ließ Franz Georg durch Neumann ein neues Gotteshaus für seinen Sommersitz im pfälzischen Dirmstein planen, die barocke Zweikirche St. Laurentius. Umgeplant zwecks Kosteneinsparung durch den örtlichen Baumeister Franz Rothermel, wurde sie innerhalb von vier (katholischer Teil) bzw. fünf Jahren (protestantischer Teil) errichtet und 1746 bzw. 1747 geweiht. 1748 ließ Franz Georg durch Andreas Seitz, ebenfalls nach Plänen von Balthasar Neumann, die Abteigebäude von Prüm neu errichten. Auch den Bau der Pfarrkirche St. Michael in Lampertheim-Hofheim (1747–1754), wiederum nach Plänen von Neumann, gab er in Auftrag. In Kesselheim ließ Franz Georg bis 1752 das Jagdschloss Schönbornslust bauen, das 1794 nach der Eroberung durch französische Revolutionstruppen zerstört wurde.

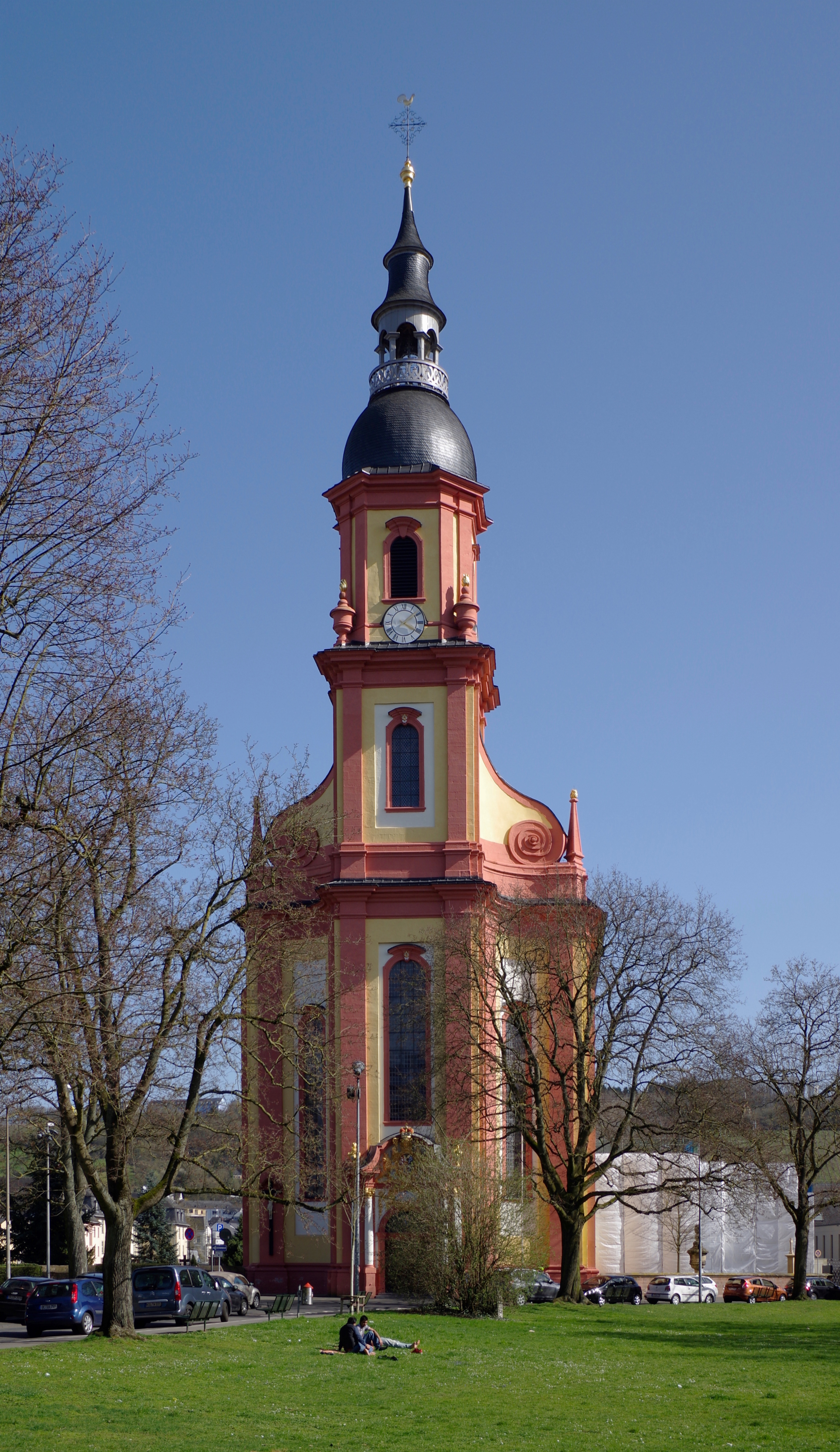
St. Paulin in Trier (ab 1734)
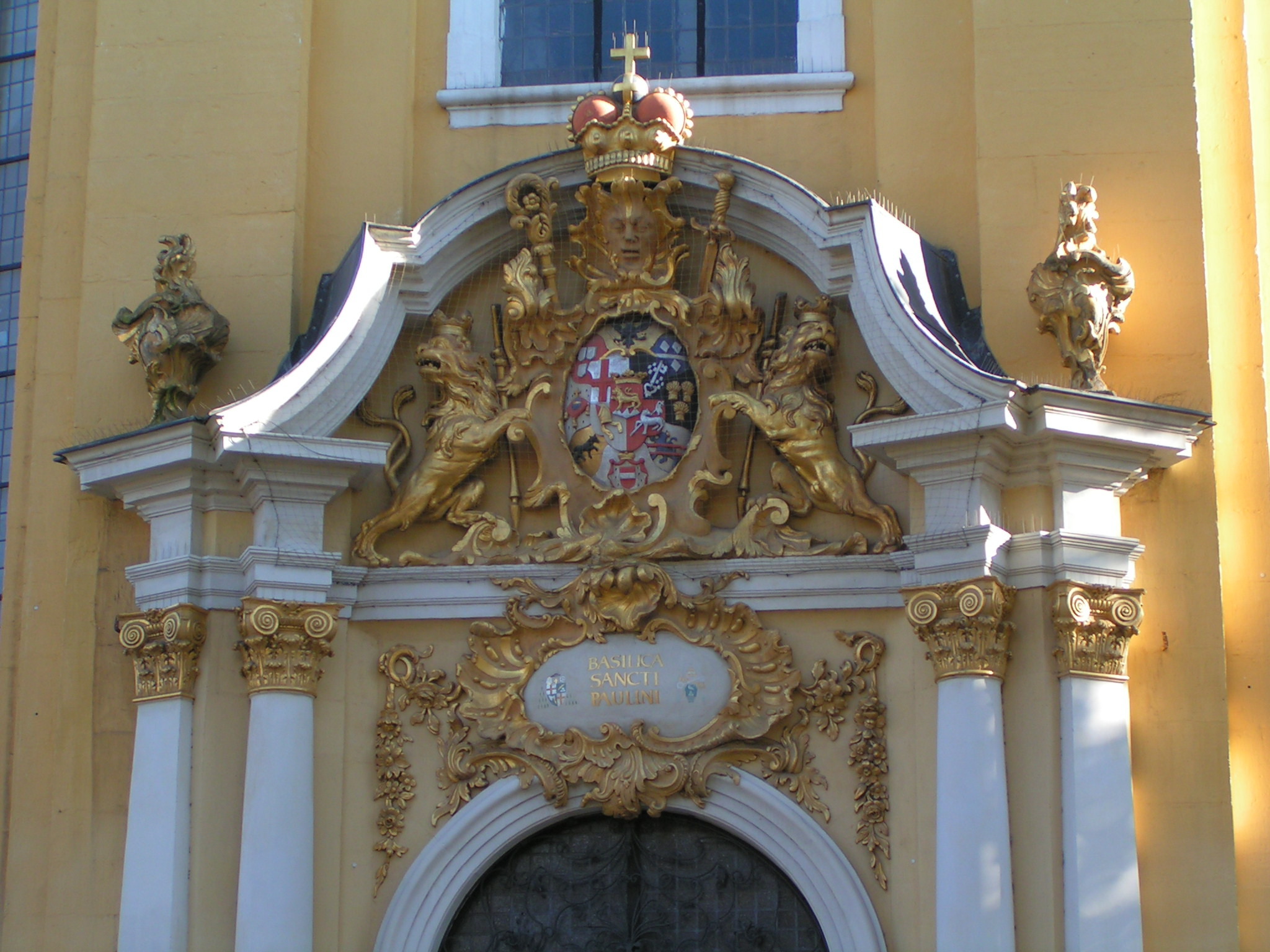
Prunkwappen Schönborns an St. Paulin
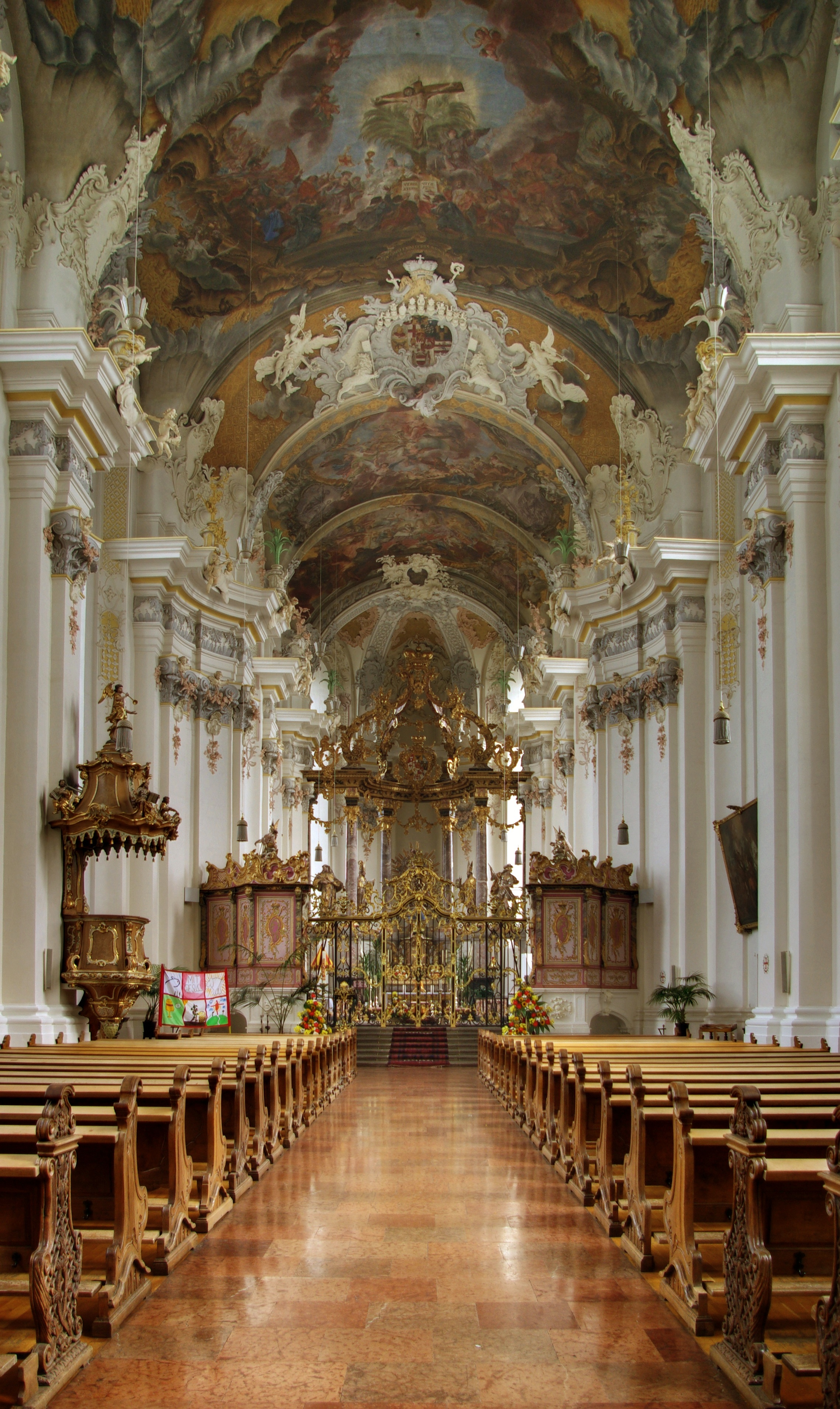
Kirchenschiff von St. Paulin
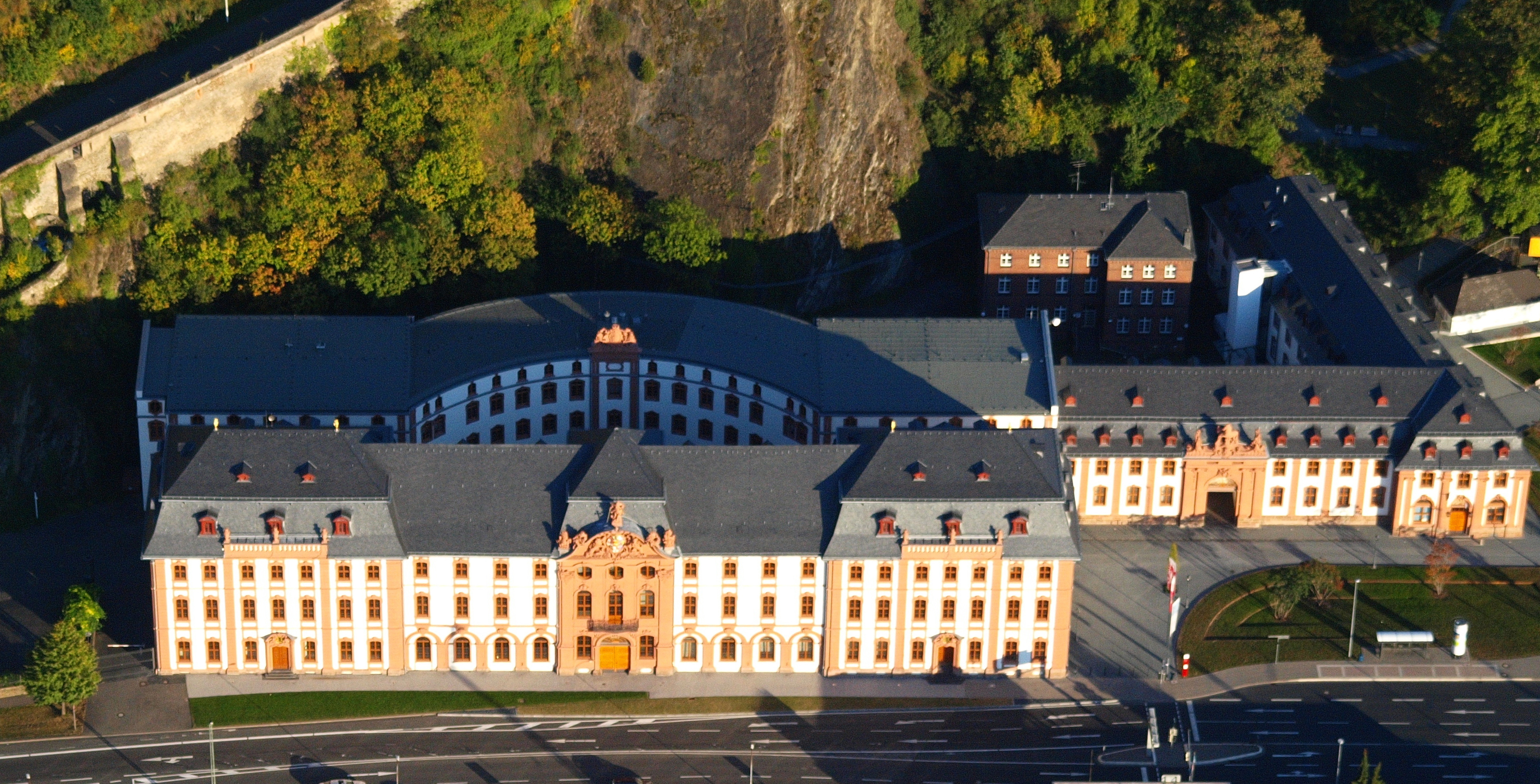
Dikasterialgebäude von Schloss Philippsburg in Koblenz
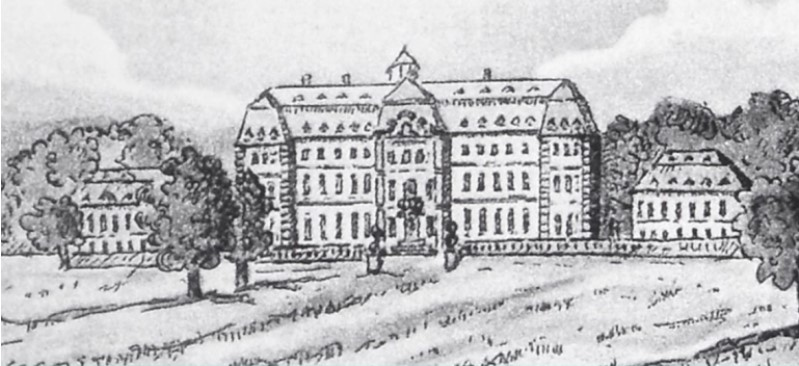
Schloss Schönbornslust in der Nähe von Koblenz
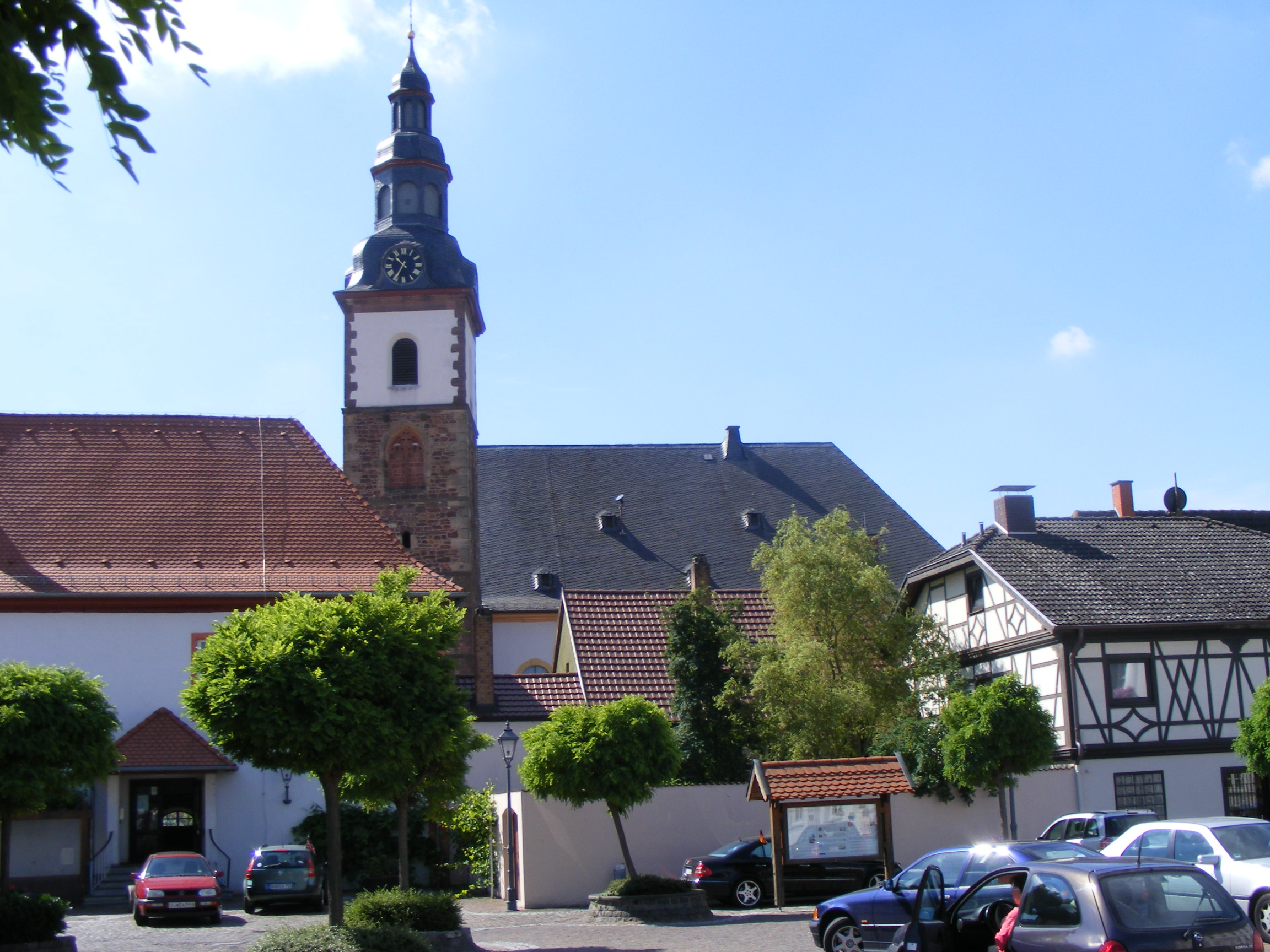
Laurentiuskirche in Dirmstein
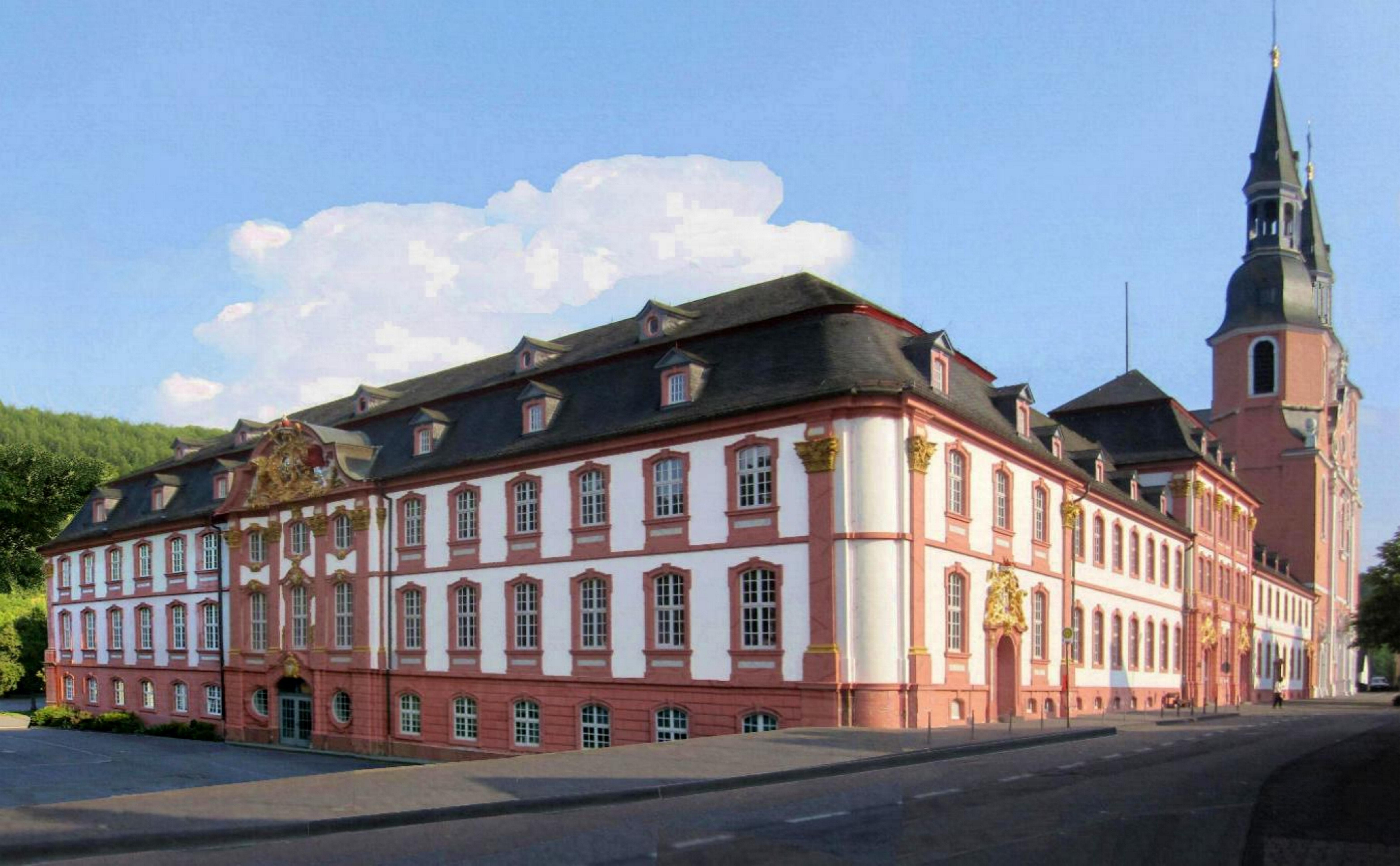
Abtei Prüm mit St.-Salvator-Basilika